# Starchand
Starchand († 11. Februar 966 wahrscheinlich in Eichstätt) war von 933 bis 966 Fürstbischof von Eichstätt.
Starchands Herkunft und Vorgeschichte sind nicht näher bekannt. Vermutlich stammte er aus einem bayerischen Adelsgeschlecht. Für die Einsetzung des Eichstätter Bischofs hatte König Heinrich I. den bayerischen Herzog Arnulf I. ermächtigt. Dennoch gelang es Starchand, sich während seiner Zeit als Bischof aus der bayerischen Abhängigkeit herauszulösen. Im Gefolge Ottos des Großen befand er sich auf mehreren Synoden, unter anderem auf der Universalsynode von Ingelheim. Otto war es auch, der ihm 955 für seine Treue im liudolfischen Aufstand „eine Königshube mit allem Zubehör im Sualafeldgau in der Grafschaft des Ernest in den Dörfern Rohrbach, Trugenhofen und Elimprunn“ schenkte.
Der Anonymus von Herrieden, ein Biographienschreiber des 11. Jahrhunderts, hob Starchands Verdienste um die Bibliothek hervor und teilte mit, dass Starchand die Inschrift seines Grabmals selbst formuliert hatte und von dem befreundeten Bischof Ulrich von Augsburg bestattet wurde. Da weder besagte Bibliothek noch das Grabmal erhalten geblieben sind, können diese Aussagen nicht mehr überprüft oder konkretisiert werden.